# Акбар Хусейн Аллахабаді
Акбар Хусейн Аллахабаді (урду اكبر الہ آبادی) — індійський поет. Писав мовою урду. Народився в бідній сім'ї. Юрист за освітою. Брав участь у «мушаїрах» (змаганнях поетів); його будинок був центром літературного життя Аллахабада. У кінці 1880-х років виступив із критикою західної культури. В алегоричних сатиричних віршах висміював англійських колонізаторів. Багато його віршів пов'язані з релігійно-філософською (зокрема суфійською) і епічною тематикою. В останні роки життя створив велику поему, присвячену Махатмі Ганді, в якій підтримав боротьбу проти колоніалізму. Однак за бажанням автора поема при його житті не була опублікована. Багато образних висловів з його газелей збереглися в урду як прислів'я і приказки.